# Mons Gruithuisen Delta
Mons Gruithuisen Delta – góra w północno-zachodniej części widocznej strony Księżyca, na wschodnim skraju Mare Imbrium (Morza Deszczów). Jej średnica to około 20 km. Nazwa, nadana w 1976 roku pochodzi od pobliskiego krateru Gruithuisen, a upamiętnia niemieckiego lekarza i astronoma Franza von Paulę Gruithuisena (1774-1852).
Mons Gruithuisen Delta leży tuż na wschód od Mons Gruithuisen Gamma i na północny wschód od krateru Gruithuisen, który znajduje się w miejscu, gdzie zachodni brzeg Oceanus Procellarum (Oceanu Burz) łączy się ze wschodnim brzegiem Mare Imbrium.